# Aeroportul Municipal Estherville
Aeroportul Municipal Estherville (IATA: EST, ICAO: KEST, FAA LID: EST) este un aeroport din Iowa, Statele Unite ale Americii. Aeroportul a fost tranzitat în 2017 de 46 de pasageri.
Situat la o altitudine de 401,97024 m, aeroportul dispune de 2 piste.

## Infrastructură

### Piste
Aeroportul dispune de 2 piste. Pista 06/24 are suprafața de Iarbă și dimensiunile 2.985 picioare × 90 picioare. Pista 16/34 are suprafața de beton și dimensiunile 4.797 picioare × 75 picioare. 